# Forças Armadas Croatas (Estado Independente da Croácia)
As Forças Armadas Croatas foram formadas em 1944 com a união do Exército do Estado Independente da Croácia e da Milícia Ustaše no Estado Independente da Croácia. Foi estabelecido pelo regime fascista de Ante Pavelić no Estado Independente da Croácia (NDH), um estado-fantoche do Eixo na Iugoslávia durante a Segunda Guerra Mundial.
As Forças Armadas Croatas (em croata:  Hrvatske oružane snage, HOS) foi reorganizado em novembro de 1944 para combinar as unidades de Ustaše e Domobrani em dezoito divisões, compreendendo 13 divisões de infantaria, duas de montanha, duas de assalto e uma de substituição croata, cada uma com sua própria artilharia orgânica e outras unidades de apoio. Existiam também diversas unidades blindadas, equipadas no final de 1944 com 20 tanques médios Pz III N e 15 Pz IV F e H.  Desde o início de 1945, as divisões croatas foram alocadas em vários corpos alemães e em março de 1945 controlavam a Frente Sul.  Protegendo as áreas de retaguarda estavam cerca de 32.000 homens da Gendarmaria Croata (Hrvatsko Oružništvo), organizados em 5 Regimentos de Voluntários da Polícia mais 15 batalhões independentes, equipados com armas de infantaria leve padrão, incluindo morteiros. 
No final de março de 1945, era óbvio para o comando do Exército que, embora a frente permanecesse intacta, acabaria sendo derrotada por pura falta de munição. Por esta razão, foi tomada a decisão de recuar através da fronteira para a parte austríaca do Terceiro Reich, a fim de se render às forças britânicas que avançavam para norte a partir da Itália. 

## Guarda Nacional Croata
A Guarda Nacional Croata (em croata:  Hrvatsko domobranstvo) foi o exército terrestre do Estado Independente da Croácia.

## Milícia Ustaše
A Milícia Ustaše (em croata:  Ustaška vojnica) foi o ramo militar dos Ustaše. Embora a fusão com as Forças Armadas Croatas não tenha resultado em uma organização homogênea; ex-oficiais da milícia Ustaše dominaram as operações do HOS e ocuparam a maioria dos cargos de comando.

## Gendarmaria Croata
A Gendarmaria Croata (Hrvatsko Oružništvo) foi formada em 30 de abril de 1941 como polícia rural sob o comando do major-general Milan Miesler. Em setembro de 1943, havia 18 mil homens em sete regimentos regionais. Estas foram divididas em 23 empresas (uma por condado mais uma para Zagreb). As companhias foram subdivididas em 142 pelotões distritais, cada um com vários postos. No início de 1942, um Regimento de Gendarmia Combinado de três batalhões, redesignado Brigada Petrinja em julho, foi estabelecido para operações antipartidárias na Eslavônia.  Doze dos batalhões independentes de voluntários da polícia formaram a Divisão da Gendarmaria Croata em 1945. 

## História

### Organização

#### Ordem de marcha no final de 1944
- 1. Divisão de Guarda-Costas Poglavnik
- 1. Divisão de Assalto Croata
  - Comandante: General Ante Moškov
  - Sede: Zagrebe
- 2. Divisão de Infantaria Croata
  - Comandante: General Mirko Gregurić
  - Sede: Zagrebe
- 3. Divisão de Infantaria Croata
  - Comandante: General Stjepan Mifek
  - Sede: Vinkovci
- 4. Divisão de Infantaria Croata
  - Comandante: General Antun Nardelli
  - Sede: Dvor na Uni
- 5. Divisão de Assalto Croata
  - Comandante: General Rafael Boban
  - Sede: Bjelovar
- 6. Divisão de Infantaria Croata
  - Comandante: General Vladimir Metikoš
  - Sede: Banja Luka
- 7. Divisão Croata de Montanha
  - Comandante: General Stjepan Perčić
  - Sede: Nova Kapela, Batrina
- 8. Divisão de Infantaria Croata
  - Comandante: General Roman Domanik
  - Sede: Sarajevo
- 9. Divisão Croata de Montanha
  - Comandante: General Božidar Zorn
  - Sede: Mostar
- 10. Divisão de Infantaria Croata
  - Comandante: General Ivan Tomašević
  - Sede: Bihać
- 11. Divisão de Infantaria Croata
  - Comandante: Coronel Juraj Rukavina
  - Sede: Gospić
- 12. Divisão de Infantaria Croata
  - Comandante: Coronel Slavko Cesarić
  - Sede: Brcko
- 13. Divisão de Infantaria Croata
  - Comandante: General Tomislav Rolf
  - Sede: Karlovac
- 14. Divisão de Infantaria Croata
  - Comandante: Coronel Jaroslav Šotola
  - Sede: Brod na Savi
- 15. Divisão de Infantaria Croata
  - Comandante: General Zorko Čudina
  - Sede: Doboj
- 16. Divisão de Substituição Croata
  - Comandante: General Milivoj Durbešić
  - Sede: Zagrebe
- 18. Divisão de Infantaria Croata

## Patentes e insígnias

### Patentes de oficiais comissionados
A insígnia de patente de oficiais comissionados.
|                  |                  |         |          |             |        |           |        |             |          |           |
| General pukovnik | General poručnik | General | Pukovnik | Podpukovnik | Bojnik | Nadsatnik | Satnik | Natporučnik | Poručnik | Zastavnik |

### Outras patentes
A insígnia de patente de suboficiais e pessoal alistado.
|                    |                   |          |        |        |          |          |        |
| Časnički namjesnik | Stožerni stražnik | Stražnik | Vodnik | Rojnik | Dorojnik | Strielac | Vojnik |